# Spinești, Vrancea

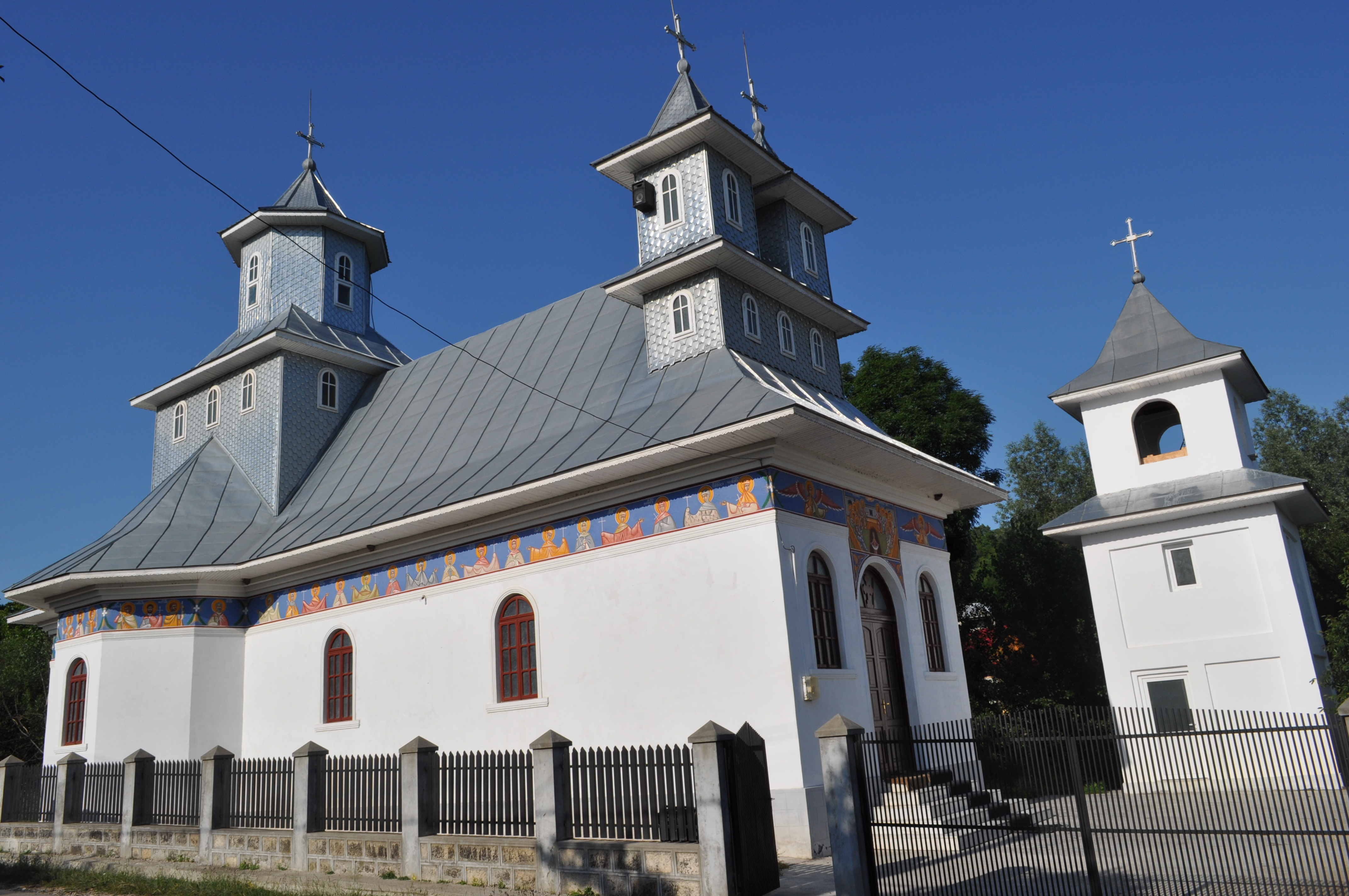
Biserica ortodoxă de zid

Spinești este un sat în comuna Vrâncioaia din județul Vrancea, Moldova, România.

## Personalități marcante
- Ion I. C. Diaconu (1903 -1984) , istoric si folclorist român

## Vezi și
- Biserica de lemn din Spinești

 Acest articol despre o localitate din județul Vrancea este deocamdată un ciot. Puteți ajuta Wikipedia prin completarea lui.